# 赤松寅七
赤松 寅七（あかまつ とらしち、1882年（明治15年）9月10日 - 1971年（昭和46年）6月20日）は、日本の陸軍軍人、政治家。最終階級は陸軍少将。衆議院議員、福岡県嘉穂郡庄内町長。

## 経歴
福岡県嘉穂郡で赤松善五郎の二男として生まれる。福岡県立東筑中学校を経て、1904年10月24日、陸軍士官学校（16期）を卒業し、同年11月1日、陸軍歩兵少尉に任官。日露戦争に出征した。
歩兵第20連隊中隊長を経て、1917年11月27日、陸軍大学校（29期）を卒業。以後、	参謀本部附、第13師団参謀、歩兵第20連隊長、第12師団司令部附（長崎医科大学配属将校）、歩兵第42連隊長などを歴任。1934年3月5日、陸軍少将に進級と同時に待命となり、同月16日、予備役に編入された。その後、帰郷して在郷軍人の世話を行い、国防思想普及に努めた。
1942年4月、第21回衆議院議員総選挙で翼賛政治体制協議会の推薦を受け福岡県第二区から出馬して当選。翼賛政治会政調陸軍委員を務めた。戦後、推薦議員のため公職追放となり、のち庄内町長となった。

## 栄典
- 1904年（明治37年）12月8日 - 正八位[8]